# Bonndorf im Schwarzwald
Bonndorf im Schwarzwald település Németországban, azon belül Baden-Württembergben. Lakosainak száma 7017 fő (2023. december 31.).

## Népesség
A település népessége az elmúlt években az alábbi módon változott:
| Lakosok száma | 5273 | 6848 | 6836 | 6901 | 6922 | 6969 | 7022 | 7017 |
|               | 1975 | 2010 | 2015 | 2017 | 2019 | 2021 | 2022 | 2023 |